# Dendrocerus sergii
Dendrocerus sergii är en stekelart som beskrevs av Alekseev 1994. Dendrocerus sergii ingår i släktet Dendrocerus och familjen trefåresteklar. Inga underarter finns listade i Catalogue of Life.